# NGC 6793
NGC 6793 est un amas ouvert situé dans la constellation du Petit Renard. Il a été découvert par l'astronome germano-britannique William Herschel en 1789.
Selon la classification des amas ouverts de Robert Trumpler, cet amas renferme moins de 50 étoiles (lettre 9) dont la concentration est faible (IV), ou moyennement faible (III) et dont les magnitudes se répartissent sur un intervalle moyen (le chiffre 2). Selon le site Lynga consacré aux amas ouverts, le nombre d'étoiles de l'amas est de 15.

## Caractéristiques
Certaines caractéristiques apparaissent sur la base de données Simbad, mais une publication très récente (2023) basée sur les mesures de la parallaxe par le satellite Gaia a permis une mise à jour importante des données. Les données du « GAIA EARLY DATA RELEASE 3 (GAIA EDR3) » ont également permis aux auteurs (Almeida, Monteiro et Dias) de cette publication d'estimer la masse de 773 amas ouverts, dont celle de NGC 6940 qui est de 409 ± 81 {\displaystyle M_{\odot }}.

### Distance, taille et vitesse
Cet amas est à 583 ± 2 pc du système solaire.
Cinq valeurs sont aussi indiquées par Simbad, mais les deux plus récentes basées sur les mesures de la parallaxe par le satellite Gaia donnent presque le même résultat : 589 ± 7 pc (∼1 920 al) et environ 628 pc (∼2 050 al), ce qui est en accord avec la distance proposée par Almeida, Monteiro et Dias.
La taille apparente de l'amas est de 7 minutes d'arc, ce qui, compte tenu de la distance égale à 583 ± 2 pc et grâce à un calcul simple, équivaut à une taille réelle de 3,9 ± 0,0 al.
Quatre valeurs de la vitesse sont aussi indiquées toute négatives. La plus récente vient aussi des mesures réalisées par Gaia : −25,681 ± 4,714 km/s.

### Métallicité
Une seule valeur de la métallicité est indiquée sur Simbad : 0,234. Selon Almeida et ses collègues, la métallicité de l'amas est égale à 0,126 ± 0,053. Selon cette veleur, le pourcentage d'éléments lourds (plus lourd que l'hydrogène et l'hélium) de cet amas serait compris entre 118% et 151% (100,126 ± 0,053) de celui du Soleil.